# 데니스 쿠들라 (레슬링 선수)
데니스 막시밀리안 쿠들라(독일어: Denis Maksymilian Kudla, 1994년 12월 24일~)는 독일의 레슬링 선수이다. 2016년 하계 올림픽과 2020년 하계 올림픽에서 남자 그레코로만형 미들급 동메달을 획득했다. 또한 세계 레슬링 선수권 대회에서 은메달 1개, 동메달 1개를 획득했으며 유럽 레슬링 선수권 대회에서 동메달 3개 획득했다.